# Girolamo Fabrizio

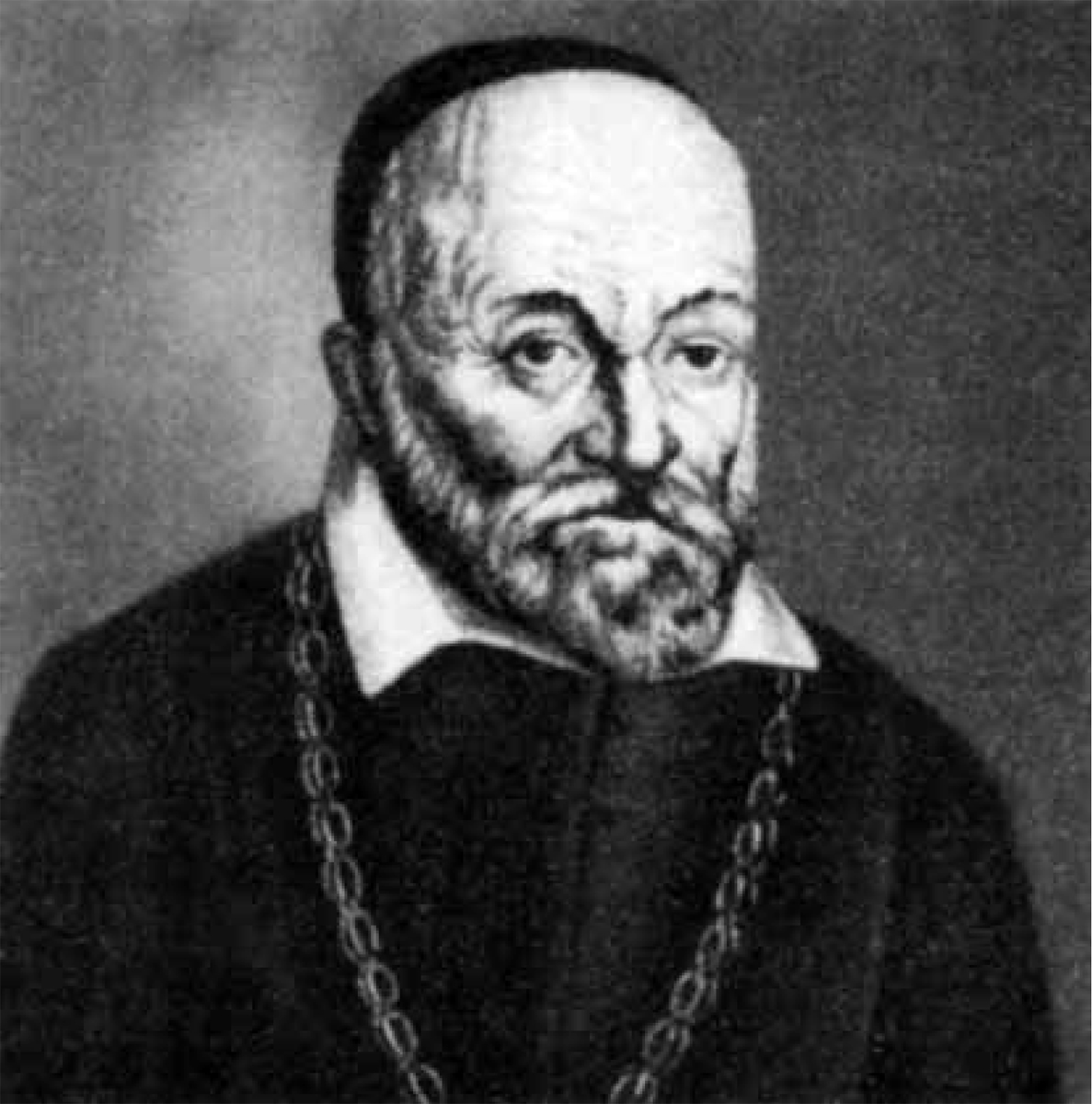
Girolamo Fabrici d' Acquapendente.

Girolamo Fabrici d'Acquapendente, łac. Hieronymus Fabricius, (ur. 20 maja 1537 w Acquapendente, zm. 21 maja 1619 w Padwie) – anatom, fizjolog i chirurg włoski. Znany także jako Girolamo Fabrizio.

## Życiorys
Od roku 1550 studiował w Padwie. Tutaj także w roku 1559 zakończył pierwszy stopień uniwersyteckiej kariery.
Był uczniem i przyjacielem Gabriele Falloppia, którego w roku 1565 zastąpił na stanowisku profesora anatomii i chirurgii. Przyjaźnił się także z Galileuszem.
Z jego inicjatywy w roku 1594 został zbudowany w Padwie teatr anatomiczny, który mieści się w Palazzo del Bo - głównej siedzibie uniwersytetu.
Jego uczniami byli: Giulio Cesare Casseri William Harvey i Adriaan van den Spieghel.
Prócz pracy naukowej, poświęcał się także praktyce lekarskiej, za co dostawał wysokie wynagrodzenie.
Dla jego określenia świecie ówczesnej nauki nazywano go Acquapendente - jest to nazwa miejscowości, z której pochodził.
Jako naukowiec przyczynił się do rozwoju takich nauki jak: anatomia, chirurgia, embriologia. Za swój wkład i poświęcenie został nazwany ojcem embriologii.
Oprócz wiedzy praktycznej, w niektórych jego działach znalazły się także wskazówki metodologiczne jak w: De anatomica methodo.

## Dzieła
- Pentateuchos chirurgicum (1592).
- De formatu foetu (1600).
- De visione voce auditu (1600).
- De brutorum loquela (1603).
- De venarum ostiolis (1603).

Operationes chirurgicae, 1685

- Tractatus anatomicus triplex quorum primus de oculo, visus organo. Secundus de aure, auditus organo. Tertius de laringe, vociis organo admirandam tradit historiam, actiones, utilitates magno labore ac studio (1613).
- De muscoli artificio: de ossium articolationibus (1614).
- De respiratione et eius instrumentis, libri duo (1615).
- De gula, ventriculo, intestinis tractatus (1618).
- De motu locali animalium secundum totum, nempe de gressu in genere (1618).
- De formatione oui, et pulli tractatus accuratissimus (1621).
- Opera chirurgica. Quorum pars prior pentatheucum chirurgicum, posterior operationes chirurgicas continet... Accesserunt Instrumentorum, quae partim autori, partim alii recens invenere, accurata delineatio. Ite, De abusu curcubitularum in febribus putridis dissertatio, e Musaeo ejusdem (1623).
- Tractatus De respiratione & eius instrumentis. Ventriculo intestinis, & gula. Motu locali animalium, secundum totum. Musculi artificio, & ossium dearticulationibus. (1625).